# Свобода собраний
Свобода собраний — право, на основании законов государства, проводить собрания, митинги, пикеты, демонстрации, а также собираться в помещениях; принадлежит к правам человека «первого поколения» (гражданским и политическим). Свобода собраний закреплена в статье 20 Всеобщей декларации прав человека, статье 21 Международного пакта о гражданских и политических правах, статье 11 Европейской конвенции о защите прав человека и основных свобод. Обычно защищается лишь свобода мирных собраний.

## Основные принципы
В 2007 году под эгидой Бюро по демократическим институтам и правам человека ОБСЕ были разработаны «Руководящие принципы по свободе мирных собраний». В документе отмечается невозможность создания единого типового закона о свободе собраний, который мог бы быть принят всеми странами-участницами, однако в нём были сформулированы минимальные нормы, которые следует соблюдать властям стран-участниц в процессе регулирования права на свободу собраний. Далее изложены основные положения этого документа.
Защите со стороны государства подлежат лишь мирные собрания граждан. Собрание определяется как мирное, если его организаторы преследуют мирные намерения. При этом понятие «мирное» включает и такое поведение, которое может раздражать тех, кто не согласен с идеями участников данного собрания, а также включает и такое поведение, которое может быть направлено на воспрепятствование действий третьих лиц.
Принцип 1. Презумпция в пользу проведения собраний
Поскольку право на свободу мирных собраний относится к основным правам, его реализация должна осуществляться без внешнего регулирования, насколько это возможно. Желающие принять участие в собрании не должны просить на это разрешения. Законодательство должно недвусмысленно определять презумпцию в пользу свободы собраний. При любой возможности трактовать нормы закона в пользу проведения собрания, ему не должно чиниться препятствий.
Принцип 2. Обязанность государства защищать мирное собрание
Государство обязано обеспечивать полный набор механизмов и процедур для эффективной практической реализации свободы собраний без чрезмерного бюрократического регулирования.
Принцип 3. Законность
Любые ограничения должны быть основаны на положениях закона, а сам закон должен соответствовать международному законодательству в области прав человека и его нормы должны быть чётко сформулированы и не вызывать разночтений. Каждый должен иметь возможность однозначно определить, вступает ли его поведение в противоречие с нормами закона или нет.
Принцип 4. Соразмерность
Любые ограничения в отношении свободы собраний должны быть соразмерными. Преследуя законные цели, власти должны отдавать предпочтение мерам, предусматривающим наименьший уровень вмешательства в ход проведения собрания. Предусмотренные законом ограничения не должны применяться автоматически, а лишь с учётом конкретной обстановки в каждом конкретном случае. Принудительное прекращение собраний должно восприниматься как крайняя мера при невозможности реализовать законные цели иными способами.
Принцип 5. Надлежащая практика административного регулирования
В законодательстве должно быть чётко закреплено, какой орган наделён полномочиями регулировать свободу собраний. Широкой общественности должен быть предоставлен свободный доступ к полной и достоверной информации о деятельности этого органа, а его процедуры принятия решений должны быть прозрачны.
Принцип 6. Недискриминационность
При регулировании свободы собраний органы власти обязаны предоставлять равную возможность реализации этого права любому лицу или группам лиц. Недопустимы никакие ограничения по признаку расы, пола, национальности, вероисповедания, политических взглядов, принадлежности к тем или иным социальным группам и тому подобное.

## В России

### Неправомерная практика
В докладе волонтерской организации ОВД-Инфо за 2012 год о политических задержаниях в Москве и городах ближайшего Подмосковья приведены сведения о 5169 политически мотивированных задержаниях в ходе 228 мероприятий. Все акции имели мирный характер, кроме закончившегося столкновениями с полицией Марша миллионов 6 мая 2012 года. В ходе 20 согласованных мероприятий было задержано 1079 человек, в ходе 208 несогласованных или не требующих согласования мероприятий — 4090 человек.
На основе собранных данных были выявлены следующие основные нарушения прав задержанных:
- задержания проходит без предварительного предупреждения задерживаемого о нарушении им закона;
- сотрудники полиции не представляются и не называют задерживаемому причину задержания;
- полиция необоснованно применяет насилие при задержаниях и в отделениях полиции;
- нередки случаи задержаний журналистов, освещающих акции;
- сотрудники ОВД допускают в отношении задержанных множество нарушений, в том числе касающихся права на юридическую защиту и своевременную медицинскую помощь[2].

14 декабря 2013 года комитет Госдумы России по СМИ одобрил законопроект о блокировке сайтов, на которых размещаются призывы к несанкционированным митингам, без судебного разбирательства.

## Роль высоких технологий
По мнению специалистов, потенциальную опасность для свободы собраний представляет развитие технологии искусственного интеллекта и распознавания лиц. Правительство может использовать распознавание лиц для идентификации тех, кто участвует в мирном митинге, а потом преследовать их и, таким образом, подавлять свободу слова и собраний.